# たかみ型掃海艇
たかみ型掃海艇（たかみがたそうかいてい、英語: Takami-class minesweeper）は、海上自衛隊の中型掃海艇（Mine Sweeper Coastal, MSC）の艦級。海自の掃海艇として初めて機雷掃討に対応しており、合計で19隻が建造された。

## 来歴
朝鮮戦争での対機雷戦の経験は、沈底式感応機雷の脅威を関係各国に認識させることとなった。特に感応機雷発火装置の高知能化・目標追尾機雷の出現は、従来の曳航式後方掃海における触雷のリスク・掃海の不確実さを増大させることになり、爆発物処理の手法により機雷を一個一個確実に無力化していくという、機雷掃討に注目が集まった。
しかし一方で、1950年代初頭の時点では、アメリカのAN/UQS-1など最初期の機雷探知機しか実用化されておらず、100キロヘルツ級のこれらソナーでは、「機雷らしい目標」を探知することはできても、それが実際に機雷であるかを類別するには至らなかったため、機雷掃討に用いるには実用的ではなかった。この問題に対し、イギリスのプレッシー社は、機雷探知用の100キロヘルツに加えて機雷類別用の300キロヘルツに対応した二周波数ソナーであるASDIC 193型を開発し、1960年代初頭より同国海軍のトン級掃海艇に搭載して実用化した。
日本の海上自衛隊においては、第1次防衛力整備計画・第2次防衛力整備計画で所要の最低限の掃海作戦勢力を整備した後、第3次防衛力整備計画で更なる掃海能力の量的・質的向上が目指された。このことから、昭和42年（1967年）度計画より整備を開始する新型掃海艇には、トン型と同様の掃討機能を付与することとされた。

## 設計
新型の機雷探知機の装備が求められたことからその関連設備の容積・重量は増大し、水中処分員4名やその装備（作業用インフレータブルボート1隻など）の収容スペース、またかさど型（30MSC）の運用実績を加味した改正も加えられた結果、30MSCと比して、基準排水量で50トンの大型化となった。また機雷探知機の性能確保の必要上、その送振器は船首部付近に配置せねばならないため、ソナー開口を設けるためにその部分のフレーム形状はU字型とされるとともにキールも極度に拡幅されたが、このため工作は非常に煩雑なものとなった。使用樹種は下記のとおりで、構造部材の大型化に伴って、長尺材はすべてベイマツの集成材とされた。
- ベイマツ - キール・スケグ、船底縦通材、チャイン材、フレーム、外板・甲板
- タモ - キール摩材、合板

掃海速力向上のため、主機関は出力720馬力（回転数1,350rpm）に増強された2サイクル12気筒ディーゼルエンジンである12ZC15/20とされており、非磁性化率は88-89パーセントであった。また雑音低減のため主機に防振支持が導入されたことから、これに伴う可橈軸継手の装備もあって機械室長さは増大している。減速機も、通常航走時と掃海時の低速・高負荷時に対処できるよう、二段式とされた。また昭和45年度艇以降では、推進器を3翔の可変ピッチ・プロペラ（CPP）とすることで、主機の減速装置は再び2種から1種に統一された。なお舵取装置は油圧式となっている。
主発電機も交流化されAC450V/80kW2基と増加し、昭和44年度艇からは掃海用発電機の交流化が実施された。これ以外にも電子機器の温度上昇に対応するため、戦闘指揮所と電信室に冷房が備えられ、暖房器具についても温水循環式からサーモタンク式となっている。第4次防衛力整備計画の昭和47年度艇からは、自走式掃海処分具や居住区の冷房を備えた420トン型の新型掃海艇を計画したが予算が認められず、発電機の発電量増加型の採用と居住区への冷房の追加にとどまった。これらの要求や装備の新型掃海用具の更新は、次期掃海艇のはつしま型に持ち越された。

## 装備

### センサ
上記の通り、本型では機雷掃討に対応して新型の機雷探知機が求められたことから、昭和42年度艇ではASDIC 193型を輸入により搭載している。また防衛庁技術研究本部では、同機を元にした国産機として、1966年（昭和41年）から1967年（昭和42年）にかけてZQS-2を開発しており、その実用化に伴い、昭和43年度艇以降ではこちらに切り替えられた。
一方、対水上捜索レーダーは、40MSC（かさど型22番艇）以降と同じく、Xバンドを使用して分解能に優れたOPS-9とされている。

### 機雷掃討
同世代の欧米掃海艇と同様、機雷処分は基本的に水中処分員に依存しており、後の掃海艇のような前駆式の機雷処分具は搭載していない。朝鮮戦争当時にアメリカ海軍が機雷掃討を試みた際には、水中処分員が爆薬を仕掛けて直接処分するという極めて危険な手法が採用されていたが、イギリス海軍のトン型掃海艇においては、機雷を機雷探知機により探知したのち、水中処分員がゴムボートで進出し、処分用爆雷を投入して処分するという手法がとられていた。ただしこの手法でも、非磁性のゴムボートを使うとはいえ、機雷の直上に人員を進出させる必要があり、危険であった。また水中処分員は、索を使用した捜索に加えて、携帯式のRQS-1による捜索も行った。

### 機雷掃海
掃海具は、いずれも30MSCのものが基本的に踏襲された。また揚降手段としては、従来の電動式デリックにかえて油圧式クレーンが用いられている。
係維掃海具
係維機雷に対しては、28MSC以来の53式普通掃海具が搭載された。これは単艦で曳航するオロペサ型係維掃海具であり、展開器と呼ばれる水中凧によって掃海索を左右数百メートルに展開するとともに沈降器によって一定深度に沈下させて曳航し、機雷の係維索を引っ掛けて、掃海索の数カ所に装備した切断器によってこれを切断していくものである。
感応掃海具
磁気機雷に対しては、30MSCと同じく56式浮上電線磁気掃海具改1が用いられる。
一方、音響機雷に対しては、当初は30MSCと同じく、アメリカ製のA-Mk.4v（中周波数; 可聴領域）およびA-Mk.6b（低周波数）が搭載されていた。その後、両者を兼用できる国産機として、71式音響掃海具S-2が開発されて搭載された。

## 同型艦
| #                           | 艦名   | 建造                | 起工                        | 進水                         | 就役                         | 除籍                        |
| --------------------------- | ------ | ------------------- | --------------------------- | ---------------------------- | ---------------------------- | --------------------------- |
| MSC-630 → YAS-82            | たかみ | 日立造船 神奈川工場 | 1968年 （昭和43年） 9月25日 | 1969年 （昭和44年） 7月15日  | 1969年 （昭和44年） 12月15日 | 1992年 （平成4年） 3月12日  |
| MSC-631 → YAS-83            | いおう | 日本鋼管 鶴見造船所 | 1968年 （昭和43年） 9月21日 | 1969年 （昭和44年） 8月12日  | 1970年 （昭和45年） 1月22日  | 1992年 （平成4年） 11月24日 |
| MSC-632 → YAS-84            | みやけ | 日本鋼管 鶴見造船所 | 1969年 （昭和44年） 8月14日 | 1970年 （昭和45年） 6月3日   | 1970年 （昭和45年） 11月19日 | 1993年 （平成5年） 11月9日  |
| MSC-633 → MST-475           | うとね | 日立造船 神奈川工場 | 1969年 （昭和44年） 8月6日  | 1970年 （昭和45年） 4月6日   | 1970年 （昭和45年） 9月30日  | 1993年 （平成5年） 2月9日   |
| MSC-634 → YAS-85            | あわじ | 日立造船 神奈川工場 | 1970年 （昭和45年） 4月20日 | 1970年 （昭和45年） 12月11日 | 1971年 （昭和46年） 3月29日  | 1993年 （平成5年） 3月25日  |
| MSC-635 → YAS-86            | とうし | 日本鋼管 鶴見造船所 | 1970年 （昭和45年） 5月14日 | 1970年 （昭和45年） 12月12日 | 1971年 （昭和46年） 3月18日  | 1993年 （平成5年） 2月9日   |
| MSC-636 → YAS-87            | てうり | 日本鋼管 鶴見造船所 | 1971年 （昭和46年） 4月12日 | 1971年 （昭和46年） 10月19日 | 1972年 （昭和47年） 3月14日  | 1995年 （平成7年） 3月10日  |
| MSC-637 → YAS-88            | むろつ | 日立造船 神奈川工場 | 1971年 （昭和46年） 4月16日 | 1971年 （昭和46年） 12月16日 | 1972年 （昭和47年） 3月30日  | 1995年 （平成7年） 3月30日  |
| MSC-638 → YAS-89            | たしろ | 日立造船 神奈川工場 | 1972年 （昭和47年） 5月26日 | 1973年 （昭和48年） 4月2日   | 1973年 （昭和48年） 7月30日  | 1996年 （平成8年） 3月1日   |
| MSC-639 → YAS-90            | みやと | 日本鋼管 鶴見造船所 | 1972年 （昭和47年） 4月22日 | 1973年 （昭和48年） 4月3日   | 1973年 （昭和48年） 8月24日  | 1996年 （平成8年） 3月1日   |
| MSC-640 → YAS-91            | たかね | 日本鋼管 鶴見造船所 | 1973年 （昭和48年） 4月26日 | 1974年 （昭和49年） 3月8日   | 1974年 （昭和49年） 8月28日  | 1997年 （平成9年） 2月21日  |
| MSC-641 → YAS-92            | むづき | 日立造船 神奈川工場 | 1973年 （昭和48年） 6月7日  | 1974年 （昭和49年） 4月5日   | 1974年 （昭和49年） 8月28日  | 1997年 （平成9年） 2月27日  |
| MSC-642 → YAS-93            | よこせ | 日立造船 神奈川工場 | 1974年 （昭和49年） 7月2日  | 1975年 （昭和50年） 7月21日  | 1975年 （昭和50年） 12月15日 | 1998年 （平成10年） 5月29日 |
| MSC-643 → YAS-94            | さかて | 日本鋼管 鶴見造船所 | 1974年 （昭和49年） 8月6日  | 1975年 （昭和50年） 8月5日   | 1975年 （昭和50年） 12月15日 | 1998年 （平成10年） 5月18日 |
| MSC-644 → YAS-95            | おうみ | 日立造船 神奈川工場 | 1975年 （昭和50年） 6月20日 | 1976年 （昭和51年） 5月28日  | 1976年 （昭和51年） 11月18日 | 1999年 （平成11年） 3月5日  |
| MSC-645 → MST-476 → MCL-721 | ふくえ | 日本鋼管 鶴見造船所 | 1975年 （昭和50年） 6月24日 | 1976年 （昭和51年） 7月12日  | 1976年 （昭和51年） 11月18日 | 1999年 （平成11年） 5月13日 |
| MSC-646 → YAS-96            | おきつ | 日立造船 神奈川工場 | 1976年 （昭和51年） 4月26日 | 1977年 （昭和52年） 3月4日   | 1977年 （昭和52年） 9月20日  | 2000年 （平成12年） 3月31日 |
| MSC-647 → YAS-99            | はしら | 日本鋼管 鶴見造船所 | 1977年 （昭和52年） 2月22日 | 1977年 （昭和52年） 11月8日  | 1978年 （昭和53年） 3月28日  | 1997年 （平成9年） 3月31日  |
| MSC-648 → YAS-97            | いわい | 日立造船 神奈川工場 | 1976年 （昭和51年） 7月20日 | 1977年 （昭和52年） 11月24日 | 1978年 （昭和53年） 3月28日  | 1997年 （平成9年） 3月31日  |